# Stenosoma raquelae
Stenosoma raquelae is een pissebed uit de familie Idoteidae. De wetenschappelijke naam van de soort is voor het eerst geldig gepubliceerd in 1999 door Hedo & Junoy.